# داريوش يزداني
داريوش يزداني (2 يونيو 1977 بشيراز في إيران - ) هو لاعب كرة قدم إيراني في مركز الوسط. شارك مع منتخب إيران لكرة القدم. أما مع النوادي، فقد لعب مع باير 04 ليفركوزن ونادي استقلال طهران ونادي الإمارات ونادي برق شيراز ونادي بكاه كيلان ونادي بيام وحدت خراسان ونادي بيكان ونادي رويال شارلروا ونادي سايبا وBayer 04 Leverkusen II ‏ وOrange County SC ‏.

## وصلات خارجية
- داريوش يزداني على موقع الاتحاد الدولي (مؤرشف)  (الإنجليزية)
- داريوش يزداني على موقع قاعدة بيانات كرة القدم.إي يو (الإنجليزية)
- داريوش يزداني على موقع ناشيونال فوتبول تيمز (الإنجليزية)
- داريوش يزداني على موقع عالم كرة القدم.نت (الإنجليزية)